# نیتبی، لانکاشر
نیتبی (به انگلیسی: Nateby) یک روستا و محله مدنی در بریتانیا است که در Wyre واقع شده‌است. نیتبی ۵۸۴ نفر جمعیت دارد.